# European Archives of Oto-Rhino-Laryngology
European Archives of Oto-Rhino-Laryngology (ook European archives of otorhinolaryngology) is een internationaal, aan collegiale toetsing onderworpen wetenschappelijk tijdschrift op het gebied van de otorinolaryngologie.
De naam wordt in literatuurverwijzingen meestal afgekort tot Eur. Arch. Oto Rhino Laryngol.
Het wordt uitgegeven door Springer Science+Business Media en verschijnt maandelijks.
Het is het officiële tijdschrift van de
European Federation of Oto-Laryngological Societies, de
European Laryngological Society en de
European Academy of ORL-Head and Neck Surgery.
Het tijdschrift is opgericht in 1864 als Archiv für Ohrenheilkunde, en publiceerde destijds in het Duits. Het is vervolgens meerder malen van naam veranderd en gefuseerd met andere tijdschriften: Van 1915 tot en met 1965 heette het Archiv für Ohren-, Nasen- und Kehlkopfheilkunde, vereinigt mit Zeitschrift für Hals-, Nasen- und Ohrenheilkunde; van
1966 tot 1973 Archiv für klinische und experimentelle Ohren- Nasen- und Kehlkopfheilkunde; en van 1973 tot en met 1989 Archives of oto-rhino-laryngology. De huidige titel dateert uit 1990. Het tijdschrift publiceert nu uitsluitend in het Engels.